# Jarno Trulli
Jarno Trulli (* 13. července 1974 Pescara) je italský jezdec formule 1. V současné době je bez angažmá poté, co byl v týmu Lotus nahrazen Vitalijem Petrovem.

## Kariéra před Formulí 1
Narodil se v Pescaře, Abruzzu, v Itálii. Jeho rodiče byli fanoušci motoristického sportu a pojmenovali svého syna po Jarno Saarinenovi, finském závodníkovi, který zahynul v roce 1973. Finské křestní jméno vzbudilo nemalé pozdvižení, když vstoupil do F1, jelikož někteří nechápali, že je Ital. Otcovo nadšení také znamenalo, že stejně jako jiní dobří závodníci, začínal Jarno na motokárách.
Do motoristického světa vstoupil v roce 1983, když startoval v mini motokárách. O pár let později se z něj stal nejúspěšnější motokárový jezdec vůbec. V roce 1987 získal zlatou medaili „Youth Games,“ v roce 1988, 1989 a 1990 se stal mistrem Itálie. V roce 1990 zvítězil i v prestižní Grand Prix Hongkong. V roce 1991 se stal mistrem světa, v dalších dvou letech byl na mistrovství světa druhý. V roce 1993 zvítězil v prestižní Grand Prix Japonska. Další rok se stal mistrem Evropy a vítězem světového poháru „Memorial Ayrton Senna“, dále získal titul mistra Severní Ameriky a titul mistra světa.
Rok 1995 byl zlomový, opět získal světový pohár „Memorial Ayrton Senna“, stal se mistrem Itálie a zvítězil v Grand Prix Austrálie. To byl již ale v zorném poli šéfa Benettonu, Flavia Briatoreho, který mu zaplatil cestu do německého šampionátu Formule 3. I když on sám vstoupil do mistrovství až v jeho druhé polovině, dokázal zvítězit v posledních dvou závodech a zajistil si tak 4. místo. Následující rok byl již mistrem Německa a v roce 1997 už si odbyl debut ve F1.

## Formule 1

### 1997: Minardi; 1997–1999: Prost
Debut si odbyl v týmu Minardi. Tam odjel prvních 7 závodů, poté nahradil zraněného Oliviera Panise v týmu Prost. A ohromil se slabým Prostem hned na začátku, když skončil čtvrtý v Německu a dokonce vedl závod v Rakousku. V Prostu zůstal po další 2 roky a první stupně vítězů vybojoval v deštivé Grand Prix Evropy 1999. To byl ale opravdový vrchol a také štěstí, a tak po sezóně opustil skomírající Prost a přešel k týmu Jordan, který mu měl zlepšit výsledky.

### 2000–2001: Jordan
Sezónu 2000 tedy začal v Jordanu, jehož nejlepší léta už ale pomalu a nadobro končila. V těchto dvou letech u irského týmu nevybojoval žádné pódiové umístění, ale prokázal se jako výborný jezdec v kvalifikacích. Ač se mu v závodech moc nedařilo, v kvalifikacích tedy porážel mnoho silnějších soupeřů a ukázal, že do F1 patří. V roce 2000 skončil celkově na 10. místě a v sezóně 2001 na 9. místě, čímž dokázal, že stoupá vzhůru. A jelikož byl v dlouholeté smlouvě se svým manažerem a zároveň manažerem týmu Renault, Flaviem Briatorem, přešel Jarno pro rok 2002 právě do Renaultu.

### 2002–2004: Renault

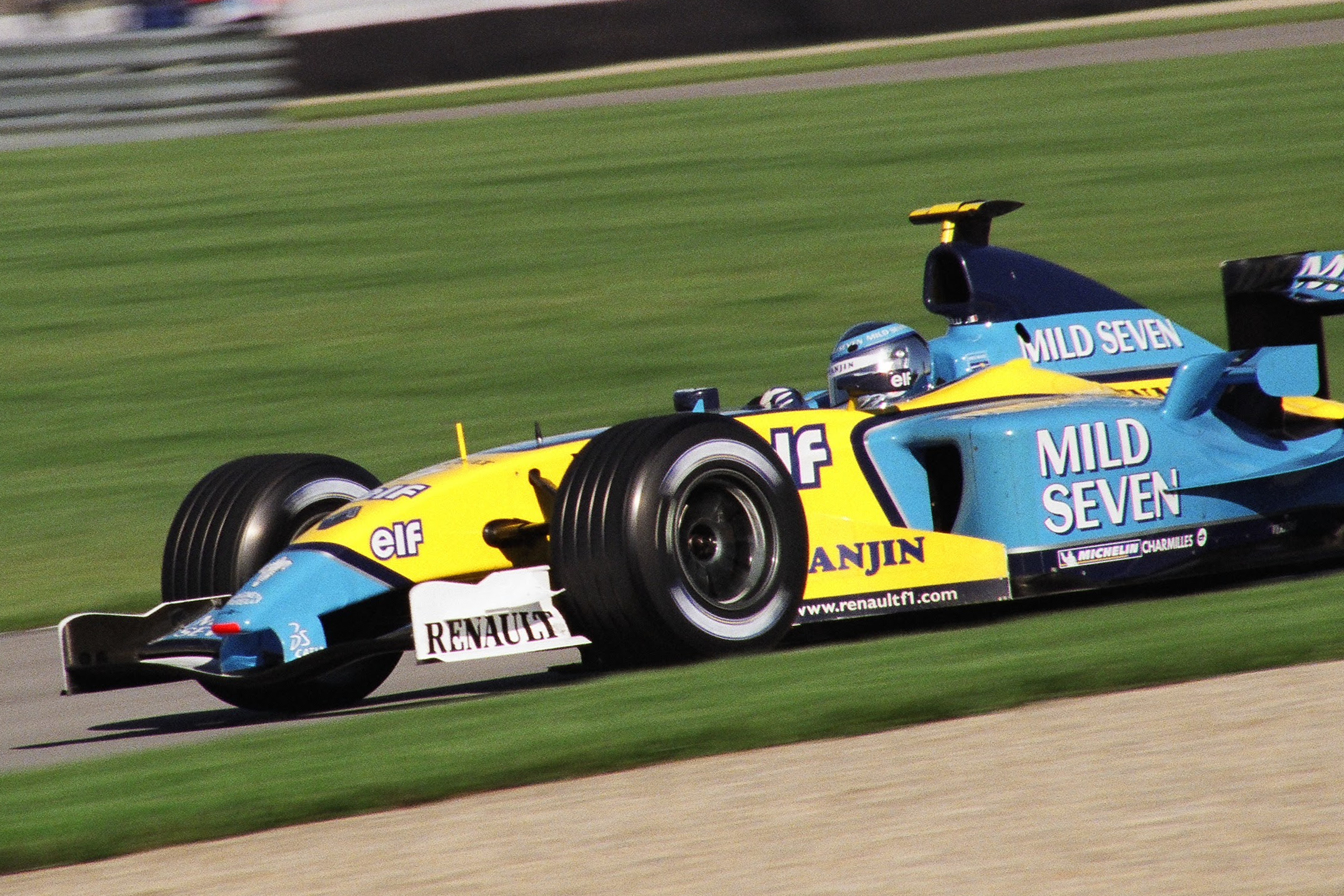
Jarno Trulli ve voze Renault při Grand Prix USA 2003 na okruhu Indianapolis

Jeho týmovým kolegou se stal Jenson Button, který s ním často v kvalifikacích prohrával, avšak porážel ho v závodech. Ale přestože byl z jezdecké dvojice lepší Button (celkově byl 7., zatímco sám skončil 8.), místo v kokpitu pro rok 2003 po boku Fernanda Alonsa získal on sám. Síla Renaultu se v sezóně 2003 značně zvýšila a Alonso vyhrál v Maďarsku. Jeho výsledky opět nebyly nijak oslnivé, ale v Německu vybojoval své první pódium od působení v Prostu.
S vědomím, že Alonso jej v sezóně 2003 jasně porazil, vstoupil do nové sezóny s novým nábojem. V první půlce sezóny byl právě Ital lepší z dvojice jezdců. A vše korunovalo Monako, kde poprvé za svoji kariéru vyhrál závod, po nádherné jízdě z pole position. Díky slušným výsledkům by si mnozí mysleli, že má smlouvu na rok 2005 jistou, bohužel se tak nestalo. Chyba v poslední zatáčce po které obsadil místo na stupních vítězů Rubens Barrichello z Ferrari a poté několik závodů bez zisku bodu znamenaly, že jeho dny u Renaultu byly sečteny a před posledními 3 závody musel z týmu odejít. Byl nahrazen mistrem světa z roku 1997, Jacquesem Villeneuvem. Místo si našel našel rychle, když podepsal s Toyotou na rok 2005 a ještě stihl odjet poslední 2 závody v roce 2004, když nahradil Ricarda Zontu. Celkově obsadil šesté místo a právě tato sezóna se stala jeho nejlepší na kariéře.

### 2004–2009: Toyota

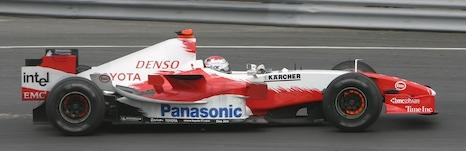
Trulli ve voze Toyota TF105 v sezóně 2005

#### 2005
Sezóna 2005 byla pro něj dobrá. Místa na stupních vítězů dokázala, že jeho forma se s přestupem nevytratila a v Indianapolis získal dokonce pole position, což mu ale nebylo k ničemu platné, protože do závodu odstartovaly jen vozy Ferrari, Jordan a Minardi.
Po celou sezónu porážel svého přeplaceného stájového kolegu Ralfa Schumachera, ale neúspěchy z posledních 4 závodů znamenaly, že v celkové klasifikaci skončil 2 body za Ralfem, na 7. místě.

#### 2006
V roce 2006 začal velice špatně, přestože to nebylo až tak moc jeho zaviněním, například při Grand Prix Austrálie ho vyřadil v prvním kole David Coulthard. A jelikož v prvních 9 závodech nebodoval, vypadalo to, že ho jeho kolega Ralf Schumacher drtivě porazí. Jeho reputace byla částečně napravena v Kanadě, kde startoval ze 6. místa a nakonec dojel 4. V druhém závodě za Atlantikem, v USA, dojel opět čtvrtý. Od té doby ale už bodoval jen 3×. Sedmý skončil v Německu a Itálii a v Japonsku dojel sedmý. Závod v Brazílii nezačal zle, ale potíže se zavěšením znamenaly až 12. místo. Po sezónu jej provázela smůla a tak ho Ralf opět porazil, tentokrát o 5 bodů. Trulli tak obsadil se ziskem 15 bodů, 12. místo.

#### 2007

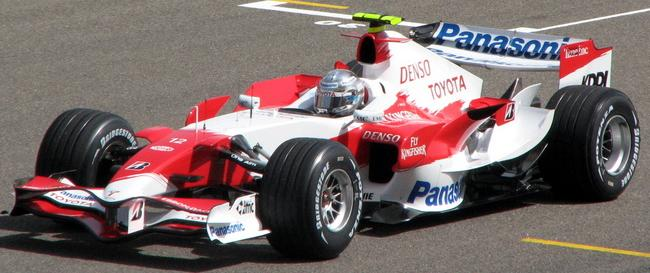
Trulli ve voze Toyota při Grand Prix Bahrajnu 2007

Své první body v sezóně 2007 získal mnohem dříve než v té minulé, bylo to už v Malajsii, kde dojel sedmý. Další příděl bodů přišel v Bahrajnu. Smůla započala ve Španělsku, kde nejdříve zůstal stát na startu a poté po pár kolech pro mechanickou poruchu odstoupil. Nepovedený závod byl i v Monaku, kde Trulli skončil až patnáctý. Bylo jasné, že Toyotě se nedaří, jelikož Ralf Schumacher na tom byl v bodování ještě hůře než on sám. Další body vybojoval za 6. místo Jarno v USA. Poté však přišla dlouhá série, kdy Trulli nebodoval a končil až v hloubi pole. Prohlásil dokonce, že jeho výsledky byly „nemožné“. Ve Francii startoval Jarno z dobrého místa na startu, ale kolize s Heikkim Kovalainenem z Renaultu znamenala konec závodu. V posledním závodě, v Brazílii, dojel Trulli osmý a tak zkompletoval svůj počet bodů na pouhých 8, a obsadil až 13. místo. To bylo nejhorší umístění od jeho působení v Prostu.
Na rozdíl od svého stájového kolegy Ralfa Schumachera, měl smlouvu s Toyotou i na další rok a se snažil napravit svůj nepovedený rok 2007.

### 2010–2011: Lotus Racing
Dne 14. prosince 2009 podepsal smlouvu s týmem Lotus Racing, jeho týmovým kolegou se stal Heikki Kovalainen.V roce 2011 se rozhodl že týmu prý „finančně“ ulehčí a odešel.Nahradil ho se svými penězi Vitalij Petrov

## Kompletní výsledky
| Legenda k tabulce | Legenda k tabulce                                                                       |
| Barva             | Výsledek                                                                                |
| ----------------- | --------------------------------------------------------------------------------------- |
| Zlatá             | Vítěz                                                                                   |
| Stříbrná          | 2. místo                                                                                |
| Bronzová          | 3. místo                                                                                |
| Zelená            | Bodované umístění                                                                       |
| Modrá             | Nebodované umístění                                                                     |
| Modrá             | Dokončil neklasifikován (NC)                                                            |
| Fialová           | Odstoupil (Ret)                                                                         |
| Červená           | Nekvalifikoval se (DNQ)                                                                 |
| Červená           | Nepředkvalifikoval se (DNPQ)                                                            |
| Černá             | Diskvalifikován (DSQ)                                                                   |
| Bílá              | Nestartoval (DNS)                                                                       |
| Bílá              | Závod zrušen (C)                                                                        |
| Světle modrá      | Pouze trénoval (PO)                                                                     |
| Světle modrá      | Páteční testovací jezdec (TD)                                                           |
| Bez barvy         | Netrénoval (DNP)                                                                        |
| Bez barvy         | Vyřazen (EX)                                                                            |
| Bez barvy         | Nepřijel (DNA)                                                                          |
| Bez barvy         | Odvolal účast (WD)                                                                      |
| Bez barvy         | Nezúčastnil se (prázdné)                                                                |
| Označení          | Význam                                                                                  |
| Tučnost           | Pole position                                                                           |
| Kurzíva           | Nejrychlejší kolo                                                                       |
| †                 | Jezdec nedojel do cíle, ale byl klasifikován, protože odjel více než 90 % délky závodu. |
| ‡                 | Byl udělován poloviční počet bodů, protože bylo odjeto méně než 75 % délky závodu.      |
| Horní index       | Umístění bodujících jezdců ve sprintu                                                   |

### Formule 1
| Rok  | Tým                          | Šasi          | Motor                         | 1       | 2       | 3       | 4       | 5       | 6       | 7       | 8       | 9       | 10      | 11      | 12      | 13      | 14      | 15      | 16      | 17      | 18      | 19      | Body | Umístění  |
| ---- | ---------------------------- | ------------- | ----------------------------- | ------- | ------- | ------- | ------- | ------- | ------- | ------- | ------- | ------- | ------- | ------- | ------- | ------- | ------- | ------- | ------- | ------- | ------- | ------- | ---- | --------- |
| 1997 | Minardi Team                 | Minardi M197  | Hart 830 AV7 3.0 V8           | AUS 9   | BRA 12  | ARG 9   | SMR DNS | MON Ret | ESP 15  | CAN Ret |         |         |         |         |         |         |         |         |         |         |         |         | 3    | 15. místo |
| 1997 | Prost Gauloises Blondes      | Prost JS45    | Mugen-Honda MF-301 HB 3.0 V10 |         |         |         |         |         |         |         | FRA 10  | GBR 8   | GER 4   | HUN 7   | BEL 15  | ITA 10  | AUT Ret | LUX     | JPN     | EUR     |         |         | 3    | 15. místo |
| 1998 | Gauloises Prost Peugeot      | Prost AP01    | Peugeot A16 3.0 V10           | AUS Ret | BRA Ret | ARG 11  | SMR Ret | ESP 9   | MON Ret | CAN Ret | FRA Ret | GBR Ret | AUT 10  | GER 12  | HUN Ret | BEL 6   | ITA 13  | LUX Ret | JPN 12† |         |         |         | 1    | 16. místo |
| 1999 | Gauloises Prost Peugeot      | Prost AP02    | Peugeot A18 3.0 V10           | AUS Ret | BRA Ret | SMR Ret | MON 7   | ESP 6   | CAN Ret | FRA 7   | GBR 9   | AUT 7   | GER Ret | HUN 8   | BEL 12  | ITA Ret | EUR 2   | MAL DNS | JPN Ret |         |         |         | 7    | 11. místo |
| 2000 | Benson & Hedges Jordan       | Jordan EJ10   | Mugen-Honda MF-301 HE 3.0 V10 | AUS Ret | BRA 4   | SMR 15† | GBR 6   | ESP 12  | EUR Ret | MON Ret | CAN 6   | FRA 6   | AUT Ret | GER 9   |         |         |         |         |         |         |         |         | 6    | 10. místo |
| 2000 | Benson & Hedges Jordan       | Jordan EJ10B  | Mugen-Honda MF-301 HE 3.0 V10 |         |         |         |         |         |         |         |         |         |         |         | HUN 7   | BEL Ret | ITA Ret | USA Ret | JPN 13  | MAL 12  |         |         | 6    | 10. místo |
| 2001 | Benson & Hedges Jordan Honda | Jordan EJ11   | Honda RA001E 3.0 V10          | AUS Ret | MAL 8   | BRA 5   | SMR 5   | ESP 4   | AUT DSQ | MON Ret | CAN 11† | EUR Ret | FRA 5   | GBR Ret | GER Ret | HUN Ret | BEL Ret | ITA Ret | USA 5   | JPN 8   |         |         | 12   | 9. místo  |
| 2002 | Mild Seven Renault F1 Team   | Renault R202  | Renault RS22 3.0 V10          | AUS Ret | MAL Ret | BRA Ret | SMR 9   | ESP 10† | AUT Ret | MON 4   | CAN 6   | EUR 6   | GBR Ret | FRA Ret | GER Ret | HUN 8   | BEL Ret | ITA 4   | USA 5   | JPN Ret |         |         | 9    | 8. místo  |
| 2003 | Mild Seven Renault F1 Team   | Renault R23   | Renault RS23 3.0 V10          | AUS 5   | MAL 5   | BRA 8   | SMR 13  | ESP Ret | AUT 8   | MON 6   | CAN Ret | EUR Ret | FRA Ret |         |         |         |         |         |         |         |         |         | 33   | 8. místo  |
| 2003 | Mild Seven Renault F1 Team   | Renault R23B  | Renault RS23 3.0 V10          |         |         |         |         |         |         |         |         |         |         | GBR 6   | GER 3   | HUN 7   | ITA Ret | USA 4   | JPN 5   |         |         |         | 33   | 8. místo  |
| 2004 | Mild Seven Renault F1 Team   | Renault R24   | Renault RS24 3.0 V10          | AUS 7   | MAL 5   | BHR 4   | SMR 5   | ESP 3   | MON 1   | EUR 4   | CAN Ret | USA 4   | FRA 4   | GBR Ret | GER 11  | HUN Ret | BEL 9   | ITA 10  | CHN     |         |         |         | 46   | 6. místo  |
| 2004 | Panasonic Toyota Racing      | Toyota TF104B | Toyota RVX-05 3.0 V10         |         |         |         |         |         |         |         |         |         |         |         |         |         |         |         |         | JPN 11  | BRA 12  |         | 46   | 6. místo  |
| 2005 | Panasonic Toyota Racing      | Toyota TF105  | Toyota RVX-05 3.0 V10         | AUS 9   | MAL 2   | BHR 2   | SMR 5   | ESP 3   | MON 10  | EUR 8   | CAN Ret | USA DNS | FRA 5   | GBR 9   | GER 14† | HUN 4   | TUR 6   | ITA 5   | BEL Ret | BRA 13† |         |         | 43   | 7. místo  |
| 2005 | Panasonic Toyota Racing      | Toyota TF105B | Toyota RVX-05 3.0 V10         |         |         |         |         |         |         |         |         |         |         |         |         |         |         |         |         |         | JPN Ret | CHN 15  | 43   | 7. místo  |
| 2006 | Panasonic Toyota Racing      | Toyota TF106  | Toyota RVX-06 2.4 V8          | BHR 16  | MAL 9   | AUS Ret | SMR Ret | EUR 9   | ESP 10  | MON 17† |         |         |         |         |         |         |         |         |         |         |         |         | 15   | 12. místo |
| 2006 | Panasonic Toyota Racing      | Toyota TF106B | Toyota RVX-06 2.4 V8          |         |         |         |         |         |         |         | GBR 11  | CAN 6   | USA 4   | FRA Ret | GER 7   | HUN 12† | TUR 9   | ITA 7   | CHN Ret | JPN 6   | BRA Ret |         | 15   | 12. místo |
| 2007 | Panasonic Toyota Racing      | Toyota TF107  | Toyota RVX-07 2.4 V8          | AUS 9   | MAL 7   | BHR 7   | ESP Ret | MON 15  | CAN Ret | USA 6   | FRA Ret | GBR Ret | EUR 13  | HUN 10  | TUR 16  | ITA 11  | BEL 11  | JPN 13  | CHN 13  | BRA 8   |         |         | 8    | 13. místo |
| 2008 | Panasonic Toyota Racing      | Toyota TF108  | Toyota RVX-08 2.4 V8          | AUS Ret | MAL 4   | BHR 6   | ESP 8   | TUR 10  | MON 13  | CAN 6   | FRA 3   | GBR 7   | GER 9   | HUN 7   | EUR 5   | BEL 16  | ITA 13  | SIN Ret | JPN 5   | CHN Ret | BRA 8   |         | 31   | 9. místo  |
| 2009 | Panasonic Toyota Racing      | Toyota TF109  | Toyota RVX-09 2,4 V8          | AUS 3   | MAL 4‡  | CHN Ret | BHR 3   | ESP Ret | MON 13  | TUR 4   | GBR 7   | GER 17  | HUN 8   | EUR 13  | BEL Ret | ITA 14  | SIN 12  | JPN 2   | BRA Ret | ABU 7   |         |         | 32,5 | 8. místo  |
| 2010 | Lotus Racing                 | Lotus T127    | Cosworth CA2010 2,4 V8        | BHR 17† | AUS DNS | MAL 17  | CHN Ret | ESP 17  | MON 15† | TUR Ret | CAN Ret | EUR 21  | GBR 16  | GER Ret | HUN 15  | BEL 19  | ITA Ret | SIN Ret | JPN 13  | KOR Ret | BRA 19  | ABU 21† | 0    | 21. místo |
| 2011 | Team Lotus                   | Lotus T128    | Renault RS27 2.4 V8           | AUS 13  | MAL Ret | CHN 19  | TUR 18  | ESP 18  | MON 13  | CAN 16  | EUR 20  | GBR Ret | GER     | HUN Ret | BEL 14  | ITA 14  | SIN Ret | JPN 19  | KOR 17  | IND 19  | ABU 18  | BRA 18  | 0    | 21. místo |

### Formule E
| Rok     | Tým       | Auto                   | 1       | 2       | 3     | 4       | 5      | 6       | 7      | 8       | 9       | 10     | 11      | Body | Umístění  |
| ------- | --------- | ---------------------- | ------- | ------- | ----- | ------- | ------ | ------- | ------ | ------- | ------- | ------ | ------- | ---- | --------- |
| 2014–15 | Trulli GP | Spark-Renault SRT 01E  | BEI Ret | PUT 16  | PDE 4 | BNA Ret | MIA 15 | LBH Ret | MON 11 | BER 19† | MOS 18† | LON 15 | LON Ret | 15   | 20. místo |
| 2015–16 | Trulli GP | Spark-Motomatica JT-01 | BEI     | PUT DNP | PDE   | BNA     | MEX    | LBH     | PAR    | BER     | LON     | LON    |         | -    | -         |

## Juniorské formule
| Rok  | Název série              | Tým                            | Pořadí    | Body | Závody | Vítězství | Pole Position | Podium |
| ---- | ------------------------ | ------------------------------ | --------- | ---- | ------ | --------- | ------------- | ------ |
| 1993 | Italian Formula Three    | MC Motorsport                  | NC        | 0    | 6      | 0         | 0             | 0      |
| 1994 | British Formula Three    | RC Motorsport                  | NC        | 0    | 1      | 0         | 0             | 0      |
| 1995 | German Formula Three     | KMS                            | 4. místo  | 95   | 12     | 2         | 1             | 3      |
| 1995 | Macau Grand Prix         | KMS                            | 2. místo  | N/A  | 1      | 0         | 0             | 1      |
| 1996 | German Formula Three     | Opel Team KMS Benetton Formula | 1. místo  | 206  | 15     | 6         | 7             | 10     |
| 1996 | Macau Grand Prix         | Opel Team KMS Benetton Formula | 3. místo  | N/A  | 1      | 0         | 0             | 1      |
| 1996 | Grand Prix de Monaco F3  | Opel Team KMS Benetton Formula | 18. místo | N/A  | 1      | 0         | 1             | 0      |
| 1996 | Masters of Formula Three | Opel Team KMS Benetton Formula | 18. místo | N/A  | 1      | 0         | 0             | 0      |